# Regniowez
Regniowez é uma comuna francesa na região administrativa de Grande Leste, no departamento das Ardenas. Estende-se por uma área de 18,27 km². Em 2010 a comuna tinha 395 habitantes (densidade: 21,6 hab./km²).